# Max Erwin von Scheubner-Richter
Max Erwin von Scheubner-Richter (Született: Ludwig Maximilian Erwin Richter) (Riga, 1884. január 21. – München, 1923. november 9.) az Orosz Birodalomban született német diplomata és aktivista, aki a náci párt tagja, a müncheni sörpuccs egyik szervezője és legismertebb áldozata.

## Élete
Scheubner-Richter az Orosz Birodalomban, Rigában született balti-német származású családban. Életének jelentős részét az Orosz Birodalomban töltötte. Az 1905-ös orosz forradalom alatt a forradalmárok elleni küzdelemre felállított magánhadseregek egyikében harcolt. 1911-ben összeházasodott egy gyáriparos lányával és felvette felesége „Scheubner” családnevét, aminek következtében a nemesi „von” kiegészítést is használhatta. 
Az első világháború ideje alatt Scheubner-Richter az oszmán Törökországban Erzurum város német konzuljaként dolgozott. A törökök által elkövetett örmény népirtás egyik szemtanúja és dokumentálójaként ő volt az egyik leghangosabb ellenzője az örmények tömeges deportálásának és lemészárlásának. Úgy vélte hogy, a deportálás is a „megsemmisítés” politikájához tartozik. 
A háború után, 1918-ban, részt vett az orosz ellenforradalomban, a balti Freikorps zászlaja alatt harcolt a bolsevikok ellen. 
Még abban az évben Alfred Rosenberggel együtt elhagyta Oroszországot, és az Újjáépítési Szervezet (Aufbau Vereinigung) vezetője lett. Az 1920-as évek legelején megismerkedett Adolf Hitlerrel, és belépett az Nemzetiszocialista Német Munkáspártba, és Alfred Rosenberggel együtt a müncheni sörpuccs fő szervezői és hangadói lettek.

## Halála
1923. november 9-én, a sörpuccs idején, 12 óra 45 perc körül tűzpárbaj alakult ki a bajor rendőrök és a nemzetiszocialista puccsisták között. A nemzetiszocialistákkal vonuló Scheubner-Richter tüdejét eltalálta egy lövés, aminek következtében a politikus életét vesztette. A halálos lövést megelőzően Hitler jobbjába karolt, akit a lövéskor magával rántott, s akinek az esés miatt kificamodott a válla. Scheubner-Richter volt az egyetlen magas beosztású párttag, aki életét vesztette a sörpuccs alatt. Hitler a Mein Kampf első fejezetét neki és a többi tizenöt áldozatnak ajánlotta.

## Fordítás
- Ez a szócikk részben vagy egészben  a   Max Erwin von Scheubner-Richter című angol Wikipédia-szócikk fordításán alapul.  Az eredeti cikk szerkesztőit annak laptörténete sorolja fel. Ez a jelzés csupán a megfogalmazás eredetét és a szerzői jogokat jelzi, nem szolgál a cikkben szereplő információk forrásmegjelöléseként.